# Alcithoe lutea
Alcithoe lutea är en snäckart som först beskrevs av Watson 1882.  Alcithoe lutea ingår i släktet Alcithoe och familjen Volutidae. Inga underarter finns listade i Catalogue of Life.